# Кодотичний простір
Кодотичний простір — векторний простір, спряжений дотичному. Тобто елементами кодотичного простору є лінійні функціонали:
{\displaystyle \alpha :T_{x}M\to \mathbb {R} .} Ці елементи називаються кодотичними векторами.
Кодотичний простір до гладкого многовиду {\displaystyle M} у точці {\displaystyle p} звичайно позначається {\displaystyle T_{p}^{*}=T_{p}^{*}M}.
Перетинами кодотичного розшарування є 1-форми.
Для довільної гладкої функції f диференціал df є елементом кодотичного простору. Для вибраної локальної карти {\displaystyle x_{1},\;\ldots ,\;x_{n}}, диференціали {\displaystyle d_{p}x_{i}} утворюють базис простору {\displaystyle T_{p}^{*}}.